# Neorhagadochir moreliensis
Neorhagadochir moreliensis är en insektsart som först beskrevs av Ross 1984.  Neorhagadochir moreliensis ingår i släktet Neorhagadochir och familjen Archembiidae. Inga underarter finns listade i Catalogue of Life.